# Хаяти Баба теке
Хаяти Баба теке (на македонска литературна норма: Хајати Баба Теќе, Ајати Баба Теќе) е халветийско теке, намиращо се в град Кичево, Република Македония. Текето е действащо и в него се извършват активно ислямски обреди.
Според главата на текето Али Фуат Селимоски, когато в XVIII век в Македония идва Пир Мехмет Хаяти Баба и успява да убеди тогавашния ходжа на джамията Ахмед Фитос да се присъедини към халветийския тарикат и да превърне джамията в теке.